# 勒格島
68°32′S 77°57′E / 68.533°S 77.950°E
勒格島，是南極洲的島嶼，位於伊利沙伯女皇地，處於布雷德內斯半島西端，由挪威探險隊拍攝空中照片和命名，現時由南極條約體系管理。